# Museu Leopold
O Leopold Museum é um museu situado no Museumsquartier, em Viena, na Áustria. Ele reúne a maior coleção de arte austríaca moderna e contemporânea.

## História
As mais de 5 000 obras de arte coletadas por Elisabeth e Rudolf Leopold ao longo de cinco décadas foram consolidadas em 1994 com a assistência do Governo da Áustria e do Banco Nacional da Áustria na Leopold Museum Private Foundation. Em 2001, o Leopold Museum foi inaugurado.

### Pinturas roubadas pelos nazistas
O museu se envolveu em inúmeras controvérsias envolvendo pinturas roubadas pelos nazistas. Em 1997, o jornal The New York Times descreveu Rudolf Leopold como um colecionador "muito apaixonado", cujas táticas rudes o fizeram manter pinturas que haviam sido roubadas pelos nazistas, como "Retrato de Wally", de Egon Schiele, que pertencia à negociante judia de arte Lea Bondy Jaray. Depois de muitas ações legais, foi finalmente alcançado um acordo após a morte de Rudolf Leopold. "Leopold sabia que a pintura era roubada", explicou o advogado de arte Nicolas O'Donnell. "Ele sempre soube. Com sua arrogância e orgulho fora do caminho, foi possível uma real negociação."
Em 2008, o Partido Verde Austríaco e a Comunidade Religiosa Israelita (IKG) acusaram publicamente o museu de "manter arte que havia sido roubada pelos nazistas de proprietários judeus", alegando que a pintura 'Casas no lago' (1914), de Egon Schiele, havia sido "roubada pelos nazistas do proprietário judeu Jenny Steiner". Em 2016, o museu chegou a um acordo relativo a quatro obras de Schiele com os herdeiros de Karl Mayländer, colecionador judeu de arte que havia morrido após ser deportado para campos de concentração durante a Segunda Guerra Mundial.

### Homens Nus
Em 2012, a exposição "Homens Nus", de Ilse Haider, apresentou, em sua propaganda de rua, a fotomontagem "Viva a França", de Pierre et Gilles, que mostrava três jogadores de futebol nus. Após críticas, os próprios artistas adicionaram, à fotomontagem, uma faixa vermelha cobrindo os órgãos sexuais dos jogadores.

## Acervo
O acervo é composto por artistas como: Egon Schiele, Gustav Klimt, Oskar Kokoschka e Richard Gerstl. O museu contém o maior acervo de obras do pintor Egon Schiele no mundo.